# 情感价值
《情感价值》（挪威語：Affeksjonsverdi）是2025年上映的喜剧剧情片，由尤沃金·提爾执导，尤沃金·提爾与埃斯基尔·沃格特编剧，演员阵容包括雷娜特·赖因斯夫、斯特兰·斯卡斯加德、英加·伊布斯多特·莉莉亚斯、艾丽·范宁、科里·邁克·史密斯。电影入选第78屆坎城影展主竞赛单元，2025年5月21日全球首映，最终获得评审团大奖。同年9月21日在挪威上映，由北欧影业发行。

## 剧情
母亲西塞尔去世后，关系疏远的姐妹诺拉和艾格尼丝被迫与关系疏远的父亲古斯塔夫过日子。古斯塔夫曾是盛极一时的电影导演，两个女儿还很小的时候便抛弃了他们，如今被人遗忘；姐妹俩则过着截然不同的生活，巨大的反差让两人关系陷入紧张：挪拉是舞台剧演员，进取心强，将事业置于一切之上；艾格尼丝和丈夫孩子过着安稳的生活。古斯塔夫认为他撰写自传体剧本能让他的事业回春，他在剧本里讲述他母亲的故事，说她在挪威祖居的生活。古斯塔夫拥有祖居一部分业权，房子仍处处透着他母亲当年被纳粹虐待而产生的创伤。古斯塔夫希望挪拉担纲主角，挪拉非常不愿意，让他去找好莱坞演员蕾切尔·坎普。古斯塔夫在法国举行作品回顾展的时候，两人碰面。电影开拍的时候，古斯塔夫抓住机会，既重振自己的艺术遗产，还修复与女儿们破裂关系。

## 演员
- 雷娜特·赖因斯夫（英语：Renate Reinsve） 饰 挪拉·伯格（Nora Berg）[4]，舞台剧、电视剧演员，最近回奥斯陆陪伴父亲
- 斯特兰·斯卡斯加德 饰 古斯塔夫·伯格（Gustav Berg），曾是著名电影导演，与女儿挪拉关系疏远
- 英加·伊布斯多特·莉莉亚斯（Inga Ibsdotter Lilleaas）饰 艾格尼丝·伯格·彼得森（Agnes Borg Pettersen），挪拉的姐妹
- 艾丽·范宁 饰 蕾切尔·坎普（Rachel Kemp），好莱坞知名演员，在古斯塔夫的最新作中担任主角
- 科里·邁克·史密斯
- 凯瑟琳·科恩（英语：Catherine Cohen） 饰 妮基（Nicky）
- 安德斯·丹尼爾森·李 饰 雅各布（Jakob）
- 安德烈亚斯·斯托尔滕贝格·格拉内鲁德（Andreas Stoltenberg Granerud）饰 埃文（Even）
- 厄于温·赫谢达尔·洛文（Øyvind Hesjedal Loven）饰 埃里克（Erik）

## 制作
主体拍摄于2024年8月在挪威奥斯陆启动。

## 发行
电影入选第78屆坎城影展主竞赛单元，2025年5月21日全球首映，首映当天获得全场起立鼓掌19分钟。
电影于2024年5月在第77屆坎城影展公开后，霓虹便买下北美发行权。2025年4月，MUBI宣布买下电影英国、爱尔兰、拉美、土耳其及印度地区发行权。2025年8月20日，电影在法国上映。

## 反响
根据評論匯總网站爛番茄汇总的23篇评论文章，96%的评论家给予该作正面评价。在Metacritic上，14位影評人共給予了89分的分數（滿分100分），這部電影獲得了「一致好評」。

### 奖项
| 大奖       | 颁奖日期      | 奖项       | 获得者      | 结果 | 参考   |
| ---------- | ------------- | ---------- | ----------- | ---- | ------ |
| 戛纳电影节 | 2025年5月24日 | 评审团大奖 | 尤沃金·提爾 | 獲獎 | [ 16 ] |